# Immission
 (septembre 2019).
Si vous disposez d'ouvrages ou d'articles de référence ou si vous connaissez des sites web de qualité traitant du thème abordé ici, merci de compléter l'article en donnant les références utiles à sa vérifiabilité et en les liant à la section « Notes et références ».
L'immission caractérise l'inventaire et la concentration des polluants qui atteint un milieu ou des êtres vivants. Sa mesure est utilisée pour refléter la présence de polluants dans l'air ambiant. C'est le stade final du cycle de la pollution atmosphérique, qui concerne la qualité de l'air après concentration des polluants primaires (issus de l'émission) et des polluants secondaires créés après transformation des polluants primaires, par interactions entre eux et sous l'effet du rayonnement solaire.

## Définitions
Le terme « immission » provient du latin immittere (envoyer dans), tandis qu'« émission » vient d'emittere (envoyer à partir de).

### France
L’immission est la concentration de l’ensemble des polluants, primaires et secondaires, qui agissent sur l’environnement et les individus.

La mesure de l’immission d’un milieu est donc représentative de la qualité de ce milieu.

### Suisse
Le droit suisse précise : « Les pollutions atmosphériques, le bruit, les vibrations et les rayons sont dénommés émissions au sortir des installations, immissions au lieu de leur effet ».
Les immissions désignent la concentration de polluants dans l’air ambiant mesurée par des stations (normalement au sol).

## Place dans la pollution atmosphérique
Le cycle de la pollution atmosphérique se découpe schématiquement en cinq phases :
1. l'émission ;
2. le transport (des polluants) dans l'atmosphère ;
3. leurs transformations chimiques et conversions chimiques ;
4. l'immission soit l'« accumulation de substance dans un milieu[4]. »
5. l'emprisonnement des polluants dans les porosités et sur les surfaces rugueuses au niveau des couches terrestres et  superficielles.

L'immission est donc la qualité de l'air ambiant, obtenue, en un lieu donné, dans le grand cycle ci-dessus ; il s'oppose à la notion d'émission, car il intervient en bout de chaîne, et non à la source.
L'immission est surveillée en France par les associations agréées de surveillance de la qualité de l'air (AASQA).

## Législation
En Suisse, la loi sur la protection de l'environnement (LPE) limite la pollution atmosphérique en deux étapes. La première est préventive et vise à réduire autant que possible les émissions. Dans un deuxième temps, dans les cas où l'on constate ou suppose des atteintes nuisibles ou incommodantes en fonction de la charge de l'environnement, les immissions seront limitées. L'ordonnance sur la protection de l’air (OPair) applique  cette approche.